# Romsey Extra
Romsey Extra vär en civil parish 1866–2023 när det uppgick i Romsey och Awbridge, i distriktet Test Valley, i Storbritannien. Den ligger i grevskapet Hampshire och riksdelen England, i den södra delen av landet, 110 km sydväst om huvudstaden London. Civil parish hade 6 235 invånare år 2021.